# Неродимка (река)
 Тази статия е за реката.  За планината вижте Неродимка (планина).  
Неродимка е река в Косово.
Дължината ѝ е 41 km, и е известна със своето раздвоение следствие от изграждането на язовир за събиране на водите ѝ. Два са притоците ѝ които я образуват - единия идва от едноименната планина Неродимка, а другия от Църнолева планина. Единия ръкав на реката се оттича през Ситница в Ибър /в Дунавска отточна област/, а другия през Лепенец във Вардар /в Беломорска отточна област/.
В горното си течение реката протича през котловина образувана от две планини - Шар и Неродимка. Котловината е известна като Сиринич (Сиринишка котловина или Сиринишка жупа). В долното течение по реката се намират селата Езерце, Горно Неродимле и Долно Неродимле, както и руините на средновековния град-крепост Петрич.